# معركة سان مارينو
```
 كانت 
معركة سان مارينو
 اشتباكًا في 17-20 سبتمبر 1944 أثناء 
الحملة الإيطالية
 
للحرب العالمية الثانية
، حيث احتلت قوات 
الجيش الألماني
 
جمهورية سان مارينو
 المحايدة، ثم هاجمتها قوات الحلفاء. ومن المعروف أيضا في بعض الأحيان باسم 
معركة مونتي بوليتو
 .
```

أعلنت سان مارينو حيادها في وقت مبكر من الحرب، وظلت غير متأثرة بالأحداث في أوروبا حتى عام 1944، عندما تقدمت قوات الحلفاء مسافة كبيرة حتى شبه الجزيرة الإيطالية. وضع موقع دفاعي ألماني رئيسي، الخط القوطي، عبر شبه الجزيرة على مسافة قصيرة جنوب الحدود، وفي أواخر يونيو، قصف سلاح الجو الملكي البلاد، مما أدى إلى مقتل 35 شخصًا، اعتقادا منهم بأن الجيش الألماني قد اتخذت مواقع على أراضيها.

## خلفية
سان مارينو هي دولة صغيرة في شمال شبه الجزيرة الإيطالية تحيطها إيطاليا بشكل كامل، لعبت دورا لا يذكر خلال الحرب العالمية الثانية. كان لديها حكومة فاشية، مرتبطة بشكل وثيق بنظام بينيتو موسوليني، لكنها ظلت محايدة. أفيد أنها أعلنت الحرب على المملكة المتحدة في سبتمبر 1940،  الرغم من أن حكومة السامريني أرسلت فيما بعد رسالة إلى الحكومة البريطانية تفيد بأنها لم تفعل ذلك. في أوائل عام 1942، أكدت حكومة السامري أنها لم تكن في حالة حرب مع الولايات المتحدة، وهو موقف أكدته وزارة الخارجية الأمريكية. لاحظت وزارة الخارجية البريطانية بشكل لا لبس فيه في عام 1944 أن بريطانيا لم تعلن أبداً الحرب، لكنها لم تعترف رسميًا أبدًا بحياد سان مارينو، وأنها شعرت أن العمل العسكري على أراضي السامريني سيكون مبررًا إذا كانت قوات المحور تستخدم اراضيها.
قصف الحلفاء البلاد في 27 يونيو 1944، مما أسفر عن مقتل 35 على الأقل. أعلنت حكومة السامريني في نفس اليوم أنه لا توجد منشآت أو معدات عسكرية على أراضيها، وأنه لم يسمح لأي قوات محاربة بالدخول. في أوائل يوليو، أعلنت أنه تم وضع علامات بارزة عند المعابر الحدودية من قبل القيادة الألمانية، لإبلاغ الوحدات الألمانية بعدم دخول المنطقة، وكررت مجددًا حيادها الكامل.

## معركة

### الدخول إلى سان مارينو
احتلت الفرقة الرابعة والأربعون مونتسكودو في اليوم الخامس عشر، وفي اليوم التالي دخلت الشعبة 56 مدينة مولازانو شمال مونتيسكودو مباشرة وعلى مقربة من الحدود.

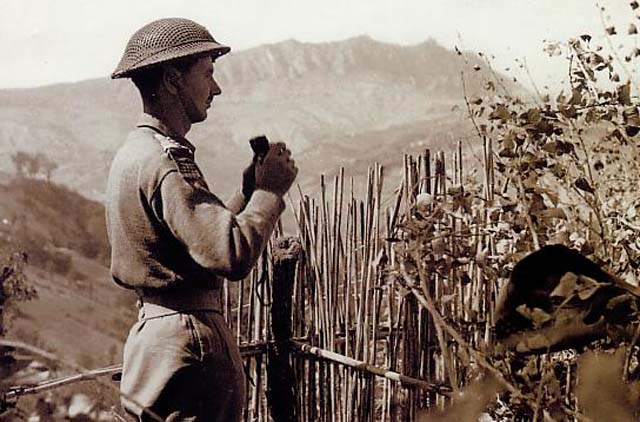
جندي بريطاني يراقب المواقع الألمانية بالقرب من سان مارينو